# 奥瀬館
奥瀬館（おくせだて）は、青森県十和田市奥瀬にあった日本の城。奥入瀬川の支流・片淵川右岸の台地を利用した東西50メートル、南北100メートル規模の平山城で、曲輪内には井戸跡・馬場跡が残されている。

## 歴史
築城年代は不明であるが、甲斐から南部家に供奉して糠部に下った四天王の一人小笠原安芸の末裔で、幕の後七家の一人である奥瀬氏の居城とされる。
天文8年（1539年）6月、家老奥瀬安芸は所領の境界を巡って訴訟を起こした赤沼備中によって斬られ、本三戸城が放火により炎上、消失した。
天正19年（1591年）の九戸政実の乱の時は南部信直に味方し、慶長3年（1598年）の『館持支配帳』には「奥瀬館、千石、奥瀬内蔵之介」とある。

## 参考資料
- 児玉幸多、坪井清足『日本城郭大系 第2巻 青森・岩手・秋田』新人物往来社、1980年7月15日。
- 「角川日本地名大辞典」編纂委員会『角川日本地名大辞典2 青森県』角川書店、1985年12月1日。ISBN 4-04-001020-5。